# Tecnotree
Tecnotree Oyj est un éditeur de logiciels pour les  opérateurs de télécommunications, basée à Helsinki en Finlande.
Tecnotree est coté à la Bourse d'Helsinki,,.

## Présentation
Tecnotree est un éditeur de solutions informatiques pour les opérateurs de télécommunications, dont les principaux produits sont les systèmes de facturation et de gestion de la clientèle pour les opérateurs de télécommunications.
Les logiciels édités par Tecnotree couvrent toute la gamme de solutions de gestion d'entreprise pour les opérateurs télécoms, avec des solutions standards pour les réseaux fixes, les services mobiles et haut débit et pour la gestion des abonnements, des services et des flux de trésorerie pour les services prépayés et post-payés.
Tecnotree a un particulièrement présent sur les marchés en développement tels que l'Amérique centrale et l'Amérique du Sud, l'Afrique et le Moyen-Orient, desservant plus de 700 millions abonnés dans le monde entier et supportant plus de 65 opérateurs de télécommunications dans le monde.

## Histoire
La société finlandaise Tecnomen est fondé en 1978 avec son siège social à Espoo, en Finlande.
En 2008, la société  Tecnomen acquiert la société indienne Lifetree pour 46 millions $.
La société résultante est d'abord renommée Tecnomen Lifetree avant d'être renommée Tecnotree en 2010.

## Actionnaires
Au 31 décembre 2018, les dix plus grands actionnaires du groupe Tecnotree Oyj étaient:
| #  | Actionnaire                      | Actions     | %      |
| -- | -------------------------------- | ----------- | ------ |
| 1  | Fitzroy Investments Limited      | 52 555 040  | 30.00% |
| 2  | Viking Acquisition Corp.         | 29 353 295  | 16.76% |
| 3  | Hammaren & Co Oy Ab              | 8 803 480   | 5.03%  |
| 4  | Wilenius Markku Johannes         | 6 555 165   | 3.74%  |
| 5  | The Orange Company Oy            | 6 000 000   | 3.42%  |
| 6  | Mandatum Henkivakuutusosakeyhtiö | 5 740 000   | 3.28%  |
| 7  | Keskinäinen Vakuutusyhtiö Kaleva | 5 500 000   | 3.14%  |
| 8  | Nieminen Jorma Juhani            | 4 005 000   | 2.29%  |
| 9  | Saarelainen Mika Pekka           | 3 496 928   | 2.00%  |
| 10 | Sumelius Christer                | 2 147 937   | 1.23%  |
|    | total                            | 124 156 845 | 70.87% |